# Metanephrops binghami
Metanephrops binghami is een kreeftensoort uit de familie van de Nephropidae. De wetenschappelijke naam van de soort is voor het eerst geldig gepubliceerd in 1927 door Boone.